# Guy Lefrant
Guy Robert Marie Joseph Lefrant (ur. 26 lutego 1923 w Muille-Villette, zm. 31 grudnia 1993 w Rueil-Malmaison) – francuski jeździec sportowy. Trzykrotny medalista olimpijski.
Sukcesy odnosił we Wszechstronnym Konkursie Konia Wierzchowego i skokach przez przeszkody. Brał udział w trzech igrzyskach olimpijskich (IO 52, IO 60, IO 64), za każdym razem zdobywał medale. W 1952 startował na koniu Verdun i wywalczył srebro w indywidualnym konkursie WKKW. W 1960 na koniu Nicias był trzeci w drużynie w WKKW, reprezentację Francji tworzyli ponadto Jack Le Goff i Jehan Le Roy. W 1964 startował na koniu Monsieur de Littry i zajął drugie miejsce w drużynowych skokach przez przeszkody, partnerowali mu Pierre Jonquères d’Oriola i Janou Lefèbvre.